# Csulpesz

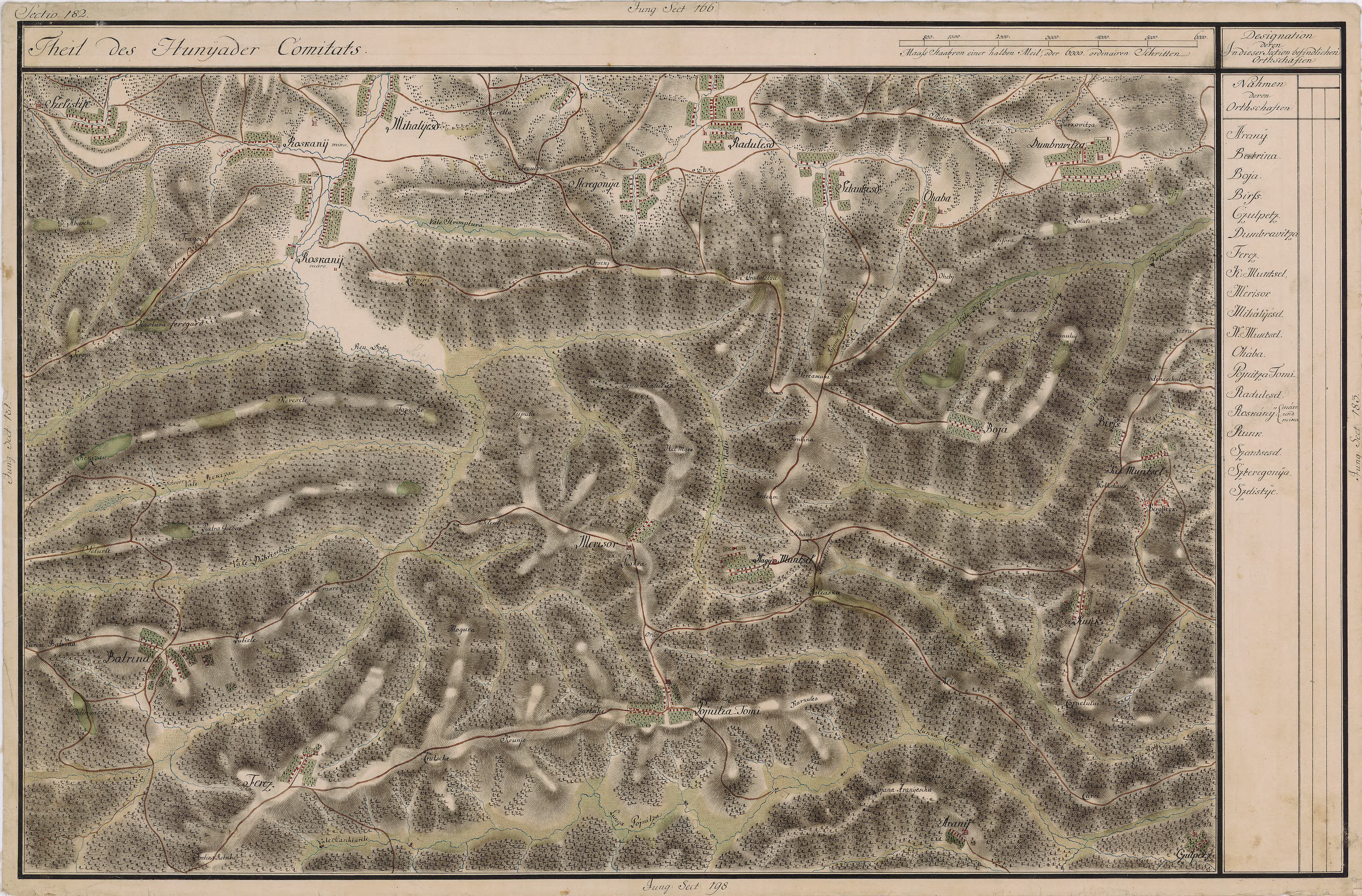
Csulpesz egy régi térképen

Csulpesz (románul: Ciulpăz) település Romániában, Erdélyben, Hunyad megyében.

## Fekvése
Vajdahunyadtól északra fekvő település.

## Története
Csulpesz, Csulpez nevét 1733-ban Csurpesu néven említette először oklevél. 1750-ben Csulpez, 1808-ban Csulpecz, 1913-ban Csulpez, Nándor tartozéka. 1974-ben Felsőpestes község faluja.